# Герб лена Норрботтен
Герб лена Норрботтен (швед. Norrbottens läns vapen) — герб современного административно-территориального образования лена Норрботтен, Швеция.

## История
Герб лена утверждён в 1949 году. Историческая провинция Норрботтен использует другой герб, разработанный и утверждённый в 1995 году.

## Описание (блазон)
Щит рассечённый и пересечённый, в первом и четвёртом усеянных золотыми шестилучевыми звездами лазоревых полях бежит серебряный северный олень с червлёными рогами и копытами, во 2-м и 3-м серебряных полях — червлёный дикарь с зелёными берёзовыми венками на голове и на бёдрах держит правой опёртую на плечо золотую дубину.

## Содержание
В гербе лена объединены символы ландскапов Вестерботтена и Лаппланда.
Герб лена может использоваться органами власти увенчанный королевской короной.

Герб Вестерботтена
Герб Лаппланда
Герб лена с королевской короной